# Catecismo Menor de Lutero

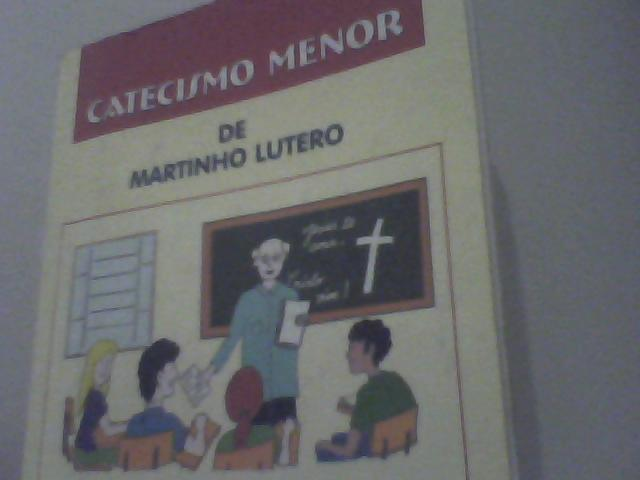
Imagem do Catecismo Menor.

O Catecismo Menor de Lutero foi escrito por Martinho Lutero (ou Martim Lutero, para alguns) e publicado em 1529 para a educação cristã de crianças.
O Catecismo Menor de Lutero cobre os seguintes assuntos:
- Os Dez Mandamentos
- O Credo Apostólico
- O Pai Nosso
- O Sacramento do Batismo
- O Sacramento da Santa Ceia
- O Ofício das Chaves

O Catecismo Menor está incluído no Livro de Concórdia como uma verdadeira expressão do que os luteranos acreditam.
Existe uma tradução para o português disponível no Portal Luteranos da IECLB - a IECLB é a Igreja Evangélica de Confissão Luterana no Brasil. A tradução aceita pela IELB (Igreja Evangélica Luterana do Brasil) é um pouco diferente.